# Francesco Tabladini
Francesco Tabladini (Brescia, 14 maggio 1942 – Brescia, 2 agosto 2009) è stato un politico italiano, senatore per tre legislature.

## Biografia
Geologo e docente presso le scuole medie inferiori, dopo un'estemporanea partecipazione alle liste dei Verdi alle comunali di Brescia del 1985, ha aderito alla Lega Lombarda poi Lega Nord nel 1989, tra i primi militanti bresciani. Nel 1990 è candidato per il Comune di Brescia e viene eletto in Consiglio Comunale. Diviene senatore nel 1992, eletto nel collegio della Val Trompia e città di Brescia. Viene rieletto a Palazzo Madama anche in occasione delle elezioni politiche del 1994 e di quelle del 1996. Nel 1996, in occasione dell'insediamento della legislatura, venne candidato dal suo partito alla presidenza del Senato.
Contrario al riavvicinamento tra la Lega e Forza Italia, nel 2001 non venne candidato e l'anno seguente venne espulso dal partito per essere entrato in rotta di collisione con Umberto Bossi. Nel 2003 Tabladini ha pubblicato il libro "Bossi: la grande illusione", resoconto del dietro le quinte della vita politica del Senatùr.
Già affetto da un tumore, morì il 2 agosto 2009.

## Opere
- Francesco Tabladini, Bossi: la grande illusione, 2003.